# Anisopagurus pygmaeus
Anisopagurus pygmaeus är en kräftdjursart som först beskrevs av Eugène Louis Bouvier 1918.  Anisopagurus pygmaeus ingår i släktet Anisopagurus och familjen eremitkräftor. Inga underarter finns listade i Catalogue of Life.